# Ситуационная комната

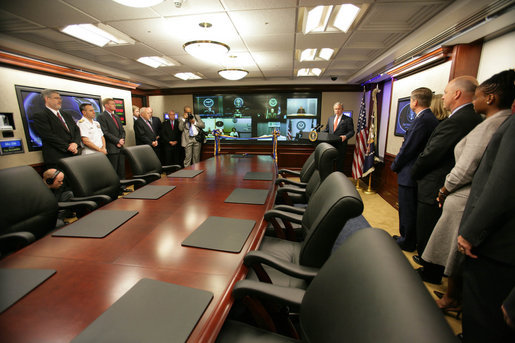
Церемония перерезки ленты недавно отремонтированного Ситуационного зала, 18 мая 2007

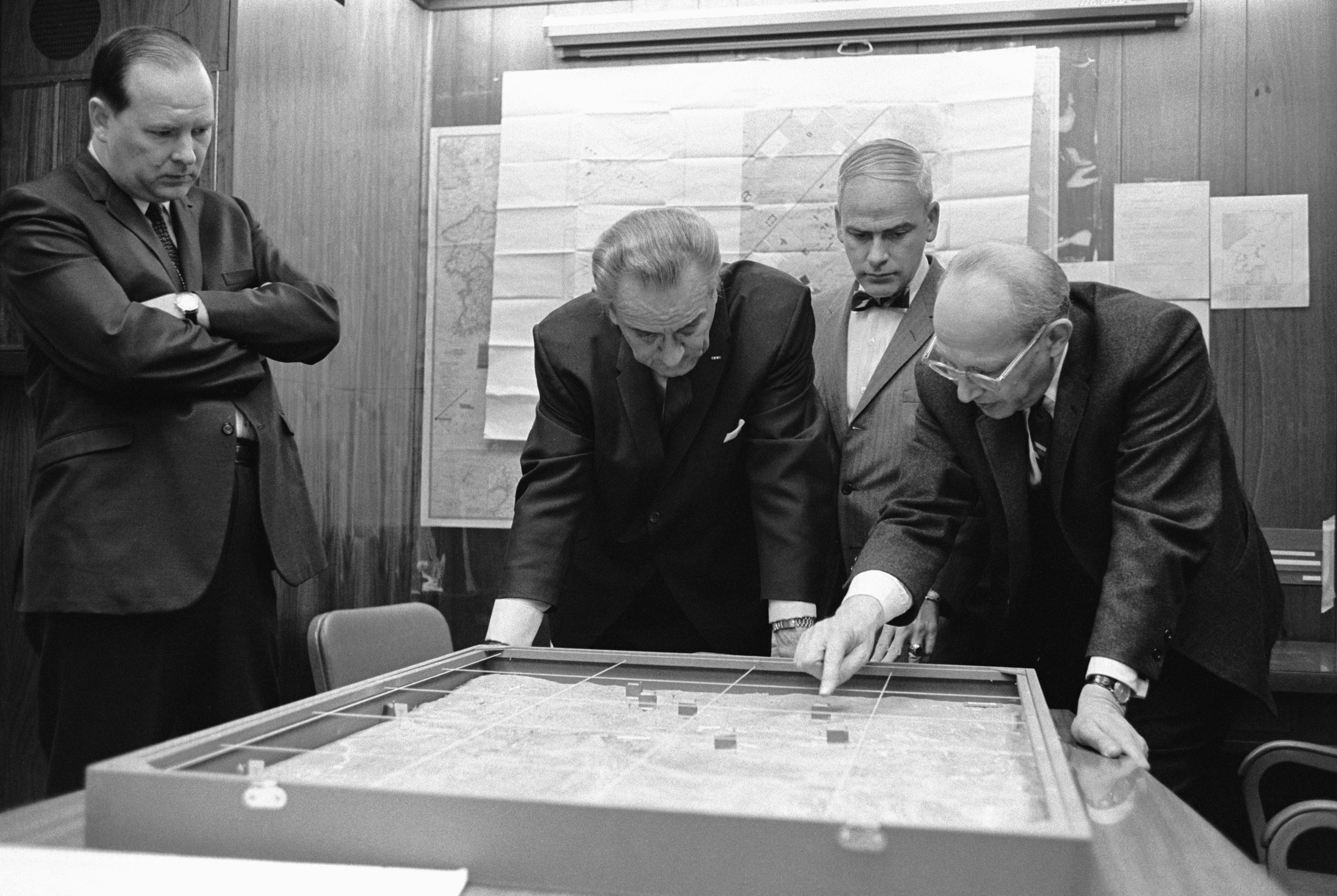
Президент Джонсон заслушивает доклад советника по военным вопросам Уолта Ростоу о положении дел на базе Ке-Сан, 15 февраля 1968 года

Рональда Рейгана кратко информируют о ситуации в Ливии, 15 апреля 1986 г.

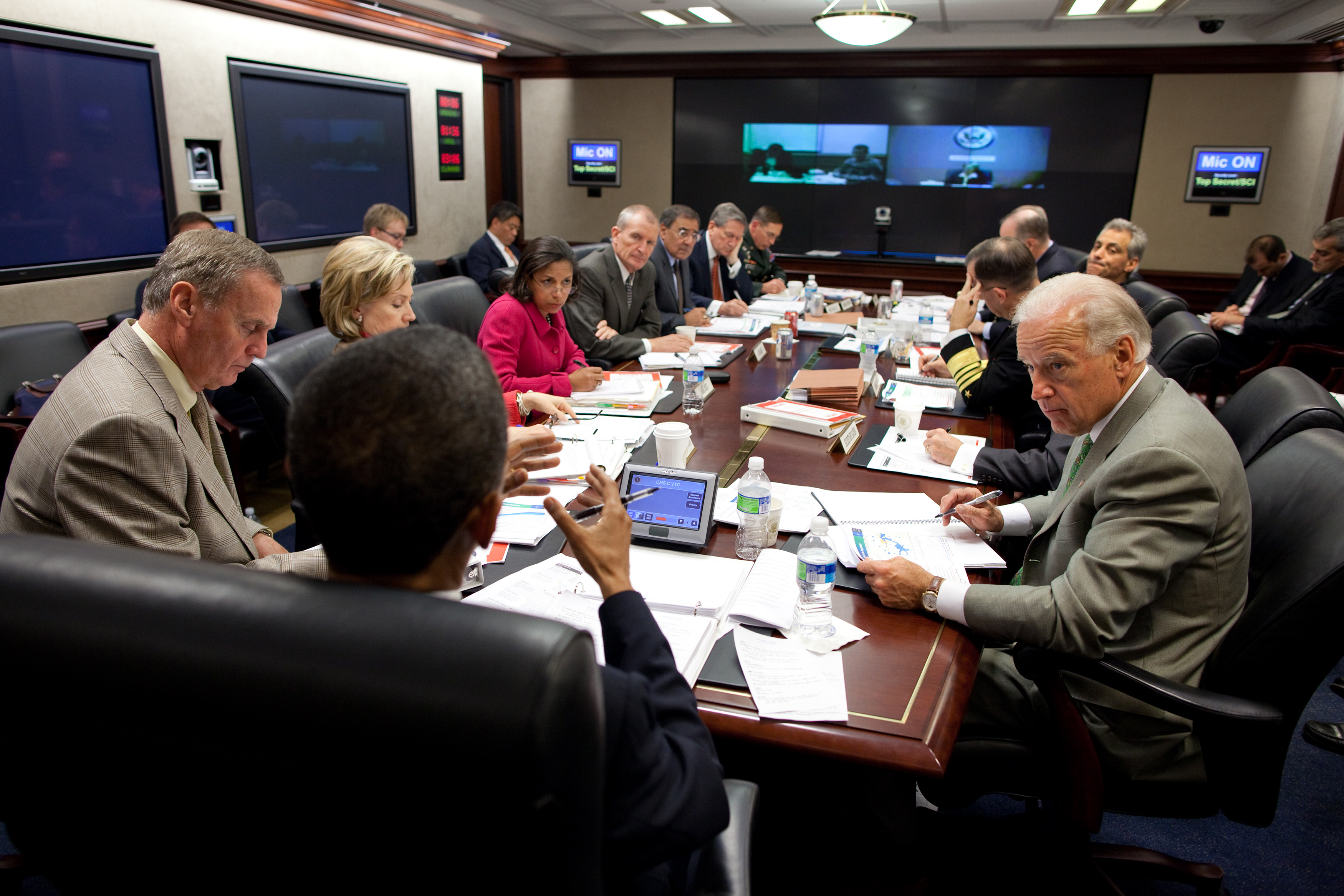
Барак Обама проводит обзор стратегии в Афганистане, 9 октября 2009 года

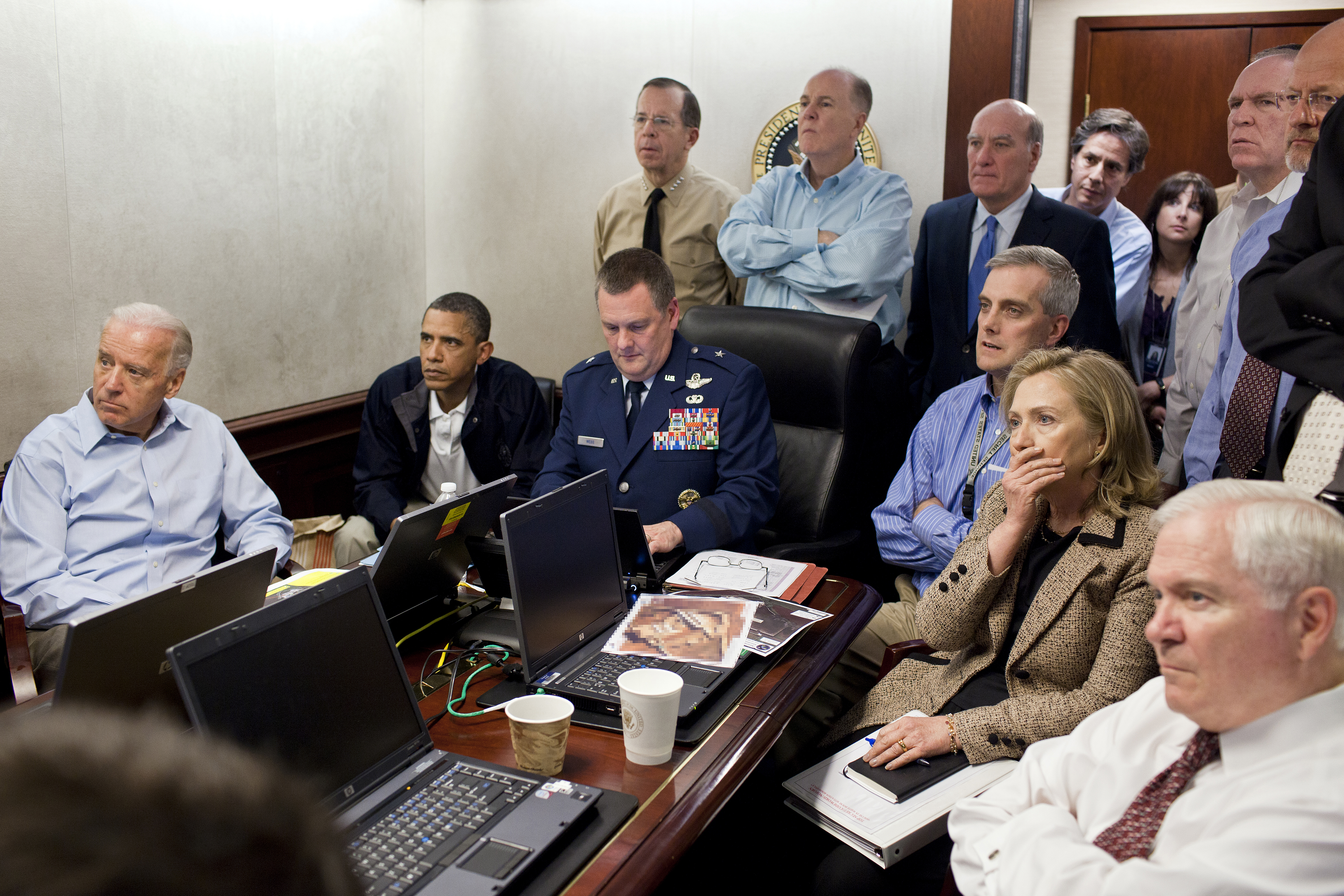
Барак Обама и вице-президент Джо Байден вместе с членами команды национальной безопасности получают сообщение о ходе операции против Осамы бен Ладена, в одном из конференц-залов Ситуационной комнаты Белого дома, 1 мая 2011 года.

Ситуацио́нная ко́мната, или «SITROOM», официально известная как Конфере́нц-зал Джо́на Ф. Ке́ннеди — комплекс из нескольких помещений Белого дома, включающий конференц-зал и центр управления разведкой США. Расположенный на первом этаже западного крыла, его площадь составляет 513,3 квадратных метра. Ситуационная комната управляется персоналом Совета национальной безопасности и используется президентом Соединённых Штатов, его советниками и представителями армии и спецслужб с целью предупреждения или преодоления кризисных ситуаций для оперативного принятия решений по чрезвычайным вопросам внутри страны или за рубежом.
Ситуационная комната оснащена надёжным передовым оборудованием связи, позволяющим главе государства командовать американскими войсками по всему миру, здесь проводятся важнейшие совещания, из неё американский руководитель имеет возможность вести секретные видеоконференции национального и международного уровня. Вопреки расхожему мнению, Ситуационная комната — это не бункер и она не находится под землёй.

## История
Ситуационная комната была создана в мае 1961 года по инициативе тогдашнего советника Президента США по национальной безопасности МакДжорджа Банди после провала вторжения в кубинском заливе Свиней. Одной из причин неудачи американской операции стало отсутствие необходимой и оперативной информации в режиме реального времени. Это вынудило Кеннеди оборудовать в Белом доме центр коммуникации. Для увеличения площади комнаты пришлось разобрать боулинг-клуб бывшего президента Гарри Трумэна. В настоящее время комната оснащена системой безопасной связи, встроенной в стены, а за деревянными панелями расположено аудиовизуальное оборудование.
В течение первых десятилетий своего существования Ситуационная комната использовалась с разной периодичностью. Так, Кеннеди проводил большинство встреч и совещаний во время Кубинского кризиса в Овальном кабинете или в зале Кабинета министров. Его преемник, Линдон Джонсон, использовал помещение для управления войсками во время Вьетнамской войны. Никсон и Форд редко проводили в ней важные заседания, а Джордж Буш и Билл Клинтон, наоборот, — часто.
В своих мемуарах, Джон Болтон упоминает, что молодые сотрудники СНБ, называют Ситуационную комнату «Скубиду».

## Функционирование
Персонал Ситуационной комнаты составляет 30 сотрудников из различных агентств и департаментов разведки и армии. Перед тем, как стать работником, номинанты проходят крайне детальную и тщательную проверку. Кроме того, все претенденты на должность должны быть аполитичными. В их обязанности входит круглосуточное наблюдение за ситуацией в мире и информирование высокопоставленных сотрудников Белого дома о значимых для безопасности событиях. Все работники поделены на 5 групп, каждая из которых включает в себя трёх дежурных офицеров, помощника по связям с общественностью и аналитика разведки. Количество и состав команд могут варьироваться в зависимости от требований к изменению и рабочей нагрузке.
Рабочий день сотрудников Ситуационной комнаты начинается с подготовки «Утренней книги» (Morning Book), которая предназначена для президента, вице-президента и наиболее высокопоставленного персонала Белого дома. «Утренняя книга» содержит копию National Intelligence Daily, Утреннее резюме Госдепартамента США, дипломатические депеши и сообщений разведки. К сфере деятельности рабочих Ситуационной комнаты также относится проведение вместе с президентом ежедневного утреннего брифинга, на котором обсуждается подготовленное ЦРУ резюме.
Во второй половине 2006 года Ситуационная комната была полностью отремонтирована и значительно расширена. Реконструкция официально завершилась в середине мая 2007 года. За день до церемонии повторного открытия Джордж Буш и премьер-министр Великобритании Тони Блэр приняли участие в видеоконференции с представителями Вооружённых сил Ирака. На следующий день, 17 мая, американский президент лично перерезал ленточку во время открытия отремонтированного помещения, а на официальном сайте Белого дома появилась видео-презентация переоборудованной Ситуационной комнаты.